# ATC (G01)
Jest to część klasyfikacji anatomiczno-terapeutyczno-chemicznej:
- G – Układ moczowo-płciowy i hormony płciowe
  - G 01 – Ginekologiczne leki przeciwzakaźne i antyseptyczne
  - G 02 – Inne leki ginekologiczne
  - G 03 – Hormony płciowe i modulatory układu płciowego
  - G 04 – Leki urologiczne

Obejmuje ona ginekologiczne leki przeciwzakaźne i antyseptyczne:

## G 01 A – Leki przeciwzakaźne i antyseptyczne (bez połączeń z kortykosteroidami)
- G 01 AA – Antybiotyki
  - G 01 AA 01 – nystatyna
  - G 01 AA 02 – natamycyna
  - G 01 AA 03 – amfoterycyna B
  - G 01 AA 04 – kandycydyna
  - G 01 AA 05 – chloramfenikol
  - G 01 AA 06 – hachimycyna (trichomycyna)
  - G 01 AA 07 – oksytetracyklina
  - G 01 AA 08 – karfecylina
  - G 01 AA 09 – mepartrycyna
  - G 01 AA 10 – klindamycyna
  - G 01 AA 11 – pentamycyna
  - G 01 AA 51 – nystatyna w połączeniach
- G 01 AB – Związki arsenu
  - G 01 AB 01 – acetarsol
- G 01 AC – Pochodne chinoliny
  - G 01 AC 01 – dijodohydroksychinolina
  - G 01 AC 02 – kliochinol
  - G 01 AC 03 – chlorchinaldol
  - G 01 AC 05 – dechalinium
  - G 01 AC 06 – broksychinolina
  - G 01 AC 30 – oksychinolina
- G 01 AD – Kwasy organiczne
  - G 01 AD 01 – kwas mlekowy
  - G 01 AD 02 – kwas octowy
  - G 01 AD 03 – kwas askorbinowy
- G 01 AE – Sulfonamidy
  - G 01 AE 01 – sulfatolamid
  - G 01 AE 10 – połączenia sulfonamidów
- G 01 AF – Pochodne imidazolu
  - G 01 AF 01 – metronidazol
  - G 01 AF 02 – klotrimazol
  - G 01 AF 04 – mikonazol
  - G 01 AF 05 – ekonazol
  - G 01 AF 06 – ornidazol
  - G 01 AF 07 – izokonazol
  - G 01 AF 08 – tiokonazol
  - G 01 AF 11 – ketokonazol
  - G 01 AF 12 – fentikonazol
  - G 01 AF 13 – azanidazol
  - G 01 AF 14 – propenidazol
  - G 01 AF 15 – butokonazol
  - G 01 AF 16 – omokonazol
  - G 01 AF 17 – oksykonazol
  - G 01 AF 18 – flutrimazol
  - G 01 AF 19 – sertakonazol
  - G 01 AF 20 – połączenia pochodnych imidazolu
  - G 01 AF 21 – tinidazol
  - G 01 AF 55 – połączenia ekonazolu
- G 01 AG – Pochodne triazolu
  - G 01 AG 02 – terkonazol
- G 01 AX – Inne leki przeciwinfekcyjne i antyseptyczne
  - G 01 AX 01 – klodantoina
  - G 01 AX 02 – inozyna
  - G 01 AX 03 – polikrezulen
  - G 01 AX 05 – nifuratel
  - G 01 AX 06 – furazolidon
  - G 01 AX 09 – metylorozanilina
  - G 01 AX 11 – jodopowidon
  - G 01 AX 12 – cyklopiroks
  - G 01 AX 13 – protiofat
  - G 01 AX 14 – Lactobacillus
  - G 01 AX 15 – usninian miedzi
  - G 01 AX 16 – heksetydyna
  - G 01 AX 17 – dapiwiryna
  - G 01 AX 66 – oktenidyna w połączeniach

## G 01 B – Leki przeciwzakaźne i antyseptyczne w połączeniach z kortykosteroidami
- G 01 BA – Antybiotyki w połączeniach z kortykosteroidami
- G 01 BC – Pochodne chinoliny w połączeniach z kortykosteroidami
- G 01 BD – Preparaty antyseptyczne w połączeniach z kortykosteroidami
- G 01 BE – Sulfonamidy w połączeniach z kortykosteroidami
- G 01 BF – Pochodne imidazolu w połączeniach z kortykosteroidami